# Emil Hornig

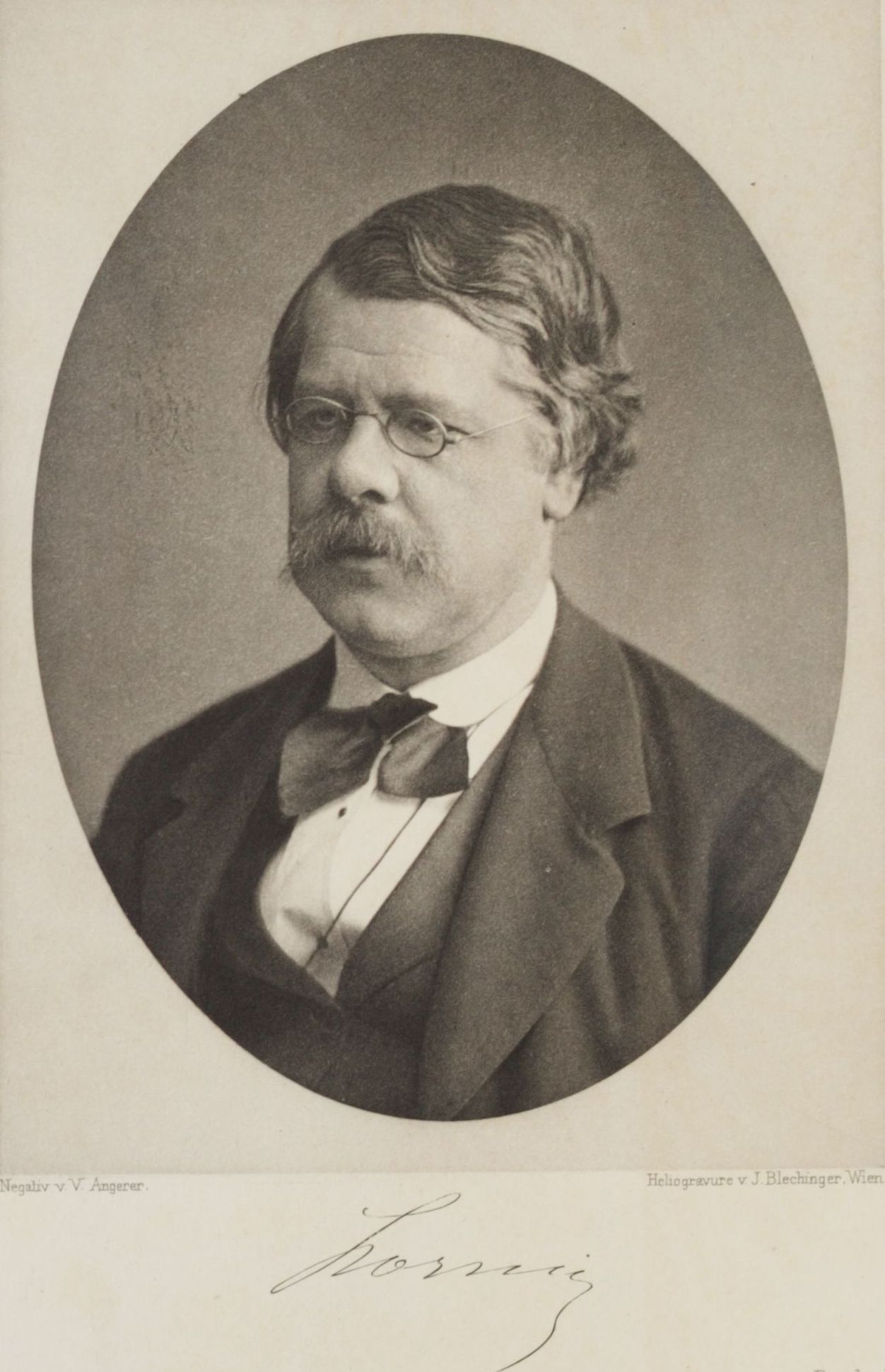
Emil Hornig

Emil Hornig (* 26. Juli 1828; † 5. Januar 1890 in Wien) war ein österreichischer Chemiker, Fotograf und Gelehrter.

## Leben
Hornig war der Sohn des Professors für Kirchen- und römisches Civilrecht, Josef Hornig. Er besuchte das Akademische Gymnasium in Wien und studierte anschließend Philosophie, wechselte dann zu Jura, um schließlich Chemie und Physik zu studieren. 1851 wurde er provisorischer Lehrer an der Realschule auf der Landstraße in Wien. Später wurde er Professor und korrespondierendes Mitglied der Geologischen Reichsanstalt. Daneben war er im Niederösterreichischen Gewerbeverein als Verwaltungsrat und als Redacteur der Wochenschrift des Vereines tätig. Hornig war von 1871 bis 1885 Präsident und später Ehrenmitglied der Photographischen Gesellschaft in Wien, daneben war er Präsident der Gasindustrie-Gesellschaft und korrespondierendes Mitglied des österreichischen Museums für Kunst und Industrie.
Hornig war auch Mitarbeiter von Baron Schwarz-Senborn bei der Durchführung der Weltausstellung 1873 in Wien. Für seine Verdienste wurde er mit dem Titel eines Regierungsrates und dem schwedischen Nordstern-Orden ausgezeichnet. Auch an den Weltausstellungen in Philadelphia 1876 und in Paris 1878 arbeitete er mit.
1886 erlitt Hornig einen Schlaganfall, von dem er sich nicht mehr erholte, er starb schließlich an der Influenza. Er wurde auf dem Zentralfriedhof in Wien beigesetzt.

## Veröffentlichungen
- Ueber die chemische Zusammensetzung einiger in der Gegend von Krems vorkommenden Weisssteine. In: Sitzungsberichte der mathematisch-naturwissenschaftlichen Classe der kaiserlichen Akademie der Wissenschaften. Bd. 7 (1851), S. 583–589 (Digitalisat).
- Bemerkungen über die Methode des chemischen Unterrichts. In: Programm der Ober Realschule Vorstadt Landstrasse Wien, Bd. 3 (1854).
- Das chemische Laboratorium der Landstraßer k.k. Ober-Realschule. In: Programm der Ober Realschule Vorstadt Landstrasse Wien, Bd. 3 (1854).
- Mittheilungen aus dem chemischen Laboratorium. In: Programm der Ober Realschule Landstrasse Wien, Bd. 4 (1855).
- Der technische Unterricht in Frankreich. In: Programm der Ober Realschule Landstrasse Wien, Bd. 5 (1856).
- Anfangsgründe der Chemie für Unter- Real- und Gewerbeschulen. Gerold, Wien 1856 (Digitalisat).
- Hrsg.: Die Realschule; Ein Organ für technische Lehranstalten und Fachschulen (1858).
- Ueber die Anwendung des salpetersauren Uranoxydes in der Photographie: ein Vortrag in der Wochenversammlung des nieder-österreichischen Gewerbe-Vereins am 19. März 1858. In: Verhandlungen und Mittheilungen des nieder-österreichischen Gewerbe-Vereins (1858), März-Heft.
- Hrsg.: Wiener Gewerbeblatt: illustrirte Zeitschrift für die Interessen des Handwerker- und Fabriksstands, 1860ff.
- Lehrbuch der technischen Chemie: für Ober-Realschulen und technische Lehranstalten, Bd. 1: Unorganische Chemie. Gerold's Sohn, Wien 1860 (Digitalisat).
- Bericht der Abtheilung für technische Mittheilungen über den Entwurf eines Reorganisations-Statutes für das polytechnische Institut in Wien. Gerold's Sohn, Wien 1864 (Digitalisat).
- Hrsg.: Internationale Ausstellung zu Paris 1867. Katalog der österreichischen Abtheilung. Gerold's Sohn, Wien 1867 (Digitalisat).
- Die Gewerbeschulen in Wien und ihre Reorganisation: Eine Skizze, den Mitgliedern des Niederösterreichischen Landtages und des Wiener Gewerbestandes gewidmet. A. Pichlers Witwe & Sohn, Wien 1868.
- Vorschläge bezüglich der Massnahmen zur Förderung der Photographie und ihrer Anwendungen: ein Nachtrag zu dem Memorandum über die Bedeutung und Nothwendigkeit eines Versuchsateliers für Photographie in Wien. Selbstverlag, Wien 1880.

## Ehrungen
- Schwedischer Nordstern-Orden
- Franz Josef-Orden
- Offizierskreuz der französischen Ehrenlegion
- Officier de l'instruction publique
- Orden der eisernen Krone
- Große goldene Gesellschaftsmedaille der Photographischen Gesellschaft Wien (1885)